# Dener Céide
Dener Céide, né le 21 novembre 1979 à Saint-Louis-du-Sud (Haïti), est un chanteur, musicien, compositeur, arrangeur et producteur haïtien,,,. Il est l'un des cofondateurs du groupe de musique Zafem.

## Discographie

### Singles
- 2017 : Sele Bride

### Album studio
- 2023 : LAS

### Albums collaboratifs
- 2005 : Premiere danse (avec Nickenson Prudhomme)
- 2008 : Divin enfant (avec Hilaire Charles)
- 2009 : State Of The World (avec Inner Circle)
- 2010 : Jere m' (avec Harmonik)
- 2010 : Konpa to the World (avec Tabou Combo)
- 2011 : Let's Go (avec Harmonik)
- 2012 : Por Angola (avec Matias Damásio)
- 2013 : Diferan (avec Harmonik)
- 2013 : Rezilta (avec Zenglen)
- 2013 : Fe'l vini avan (avec Klass)
- 2015 : Rezilta Pi Red (avec Zenglen)
- 2015 : Amédé (avec Jean Caze)
- 2016 : Degaje (avec Harmonik)
- 2016 : Klere yo (avec Disip)
- 2016 : Fè'l Ak Tout Kè'w (avec Klass)
- 2016 : Dizan (avec BélO)
- 2016 : Prensip (avec Mass Konpa)
- 2016 : My time (avec Nu-look)
- 2017 : Konpa Love Fever (avec Mass Konpa)
- 2017 : Drumath (avec Shedly Abraham)
- 2017 : Pa Kalkile’m (avec Creole Mix)
- 2018 : No Dead End (avec Zenglen)
- 2019 : Reponn prezan (avec Mass Konpa)
- 2019 : Cheri M Direk (avec Mass Konpa)
- 2022 : Jimmylogy (avec Jimmy Jean Felix)
- 2022 : Best 2 (avec Apocalypse 2000)
- 2023 : EGZÒD (avec Sherlee Skai)
- 2023 : FAS A FAS (avec Darline Desca)

### Productions
- Nickenson Prudhomme - Deception
- Zenglen - Rezilta
- Klass - Lajan sere
- Disip - San manti
- Tabou Combo - Lagem poum Pale (feat. Dener Céide)
- Mass Konpa - Cheri M Dirèk
- Zenglen - Sincerly yours
- Zenglen - Bird of Paradise
- Zenglen - Woy Kreyol
- Zenglen - Zenglen pran devan
- Stevy Mahy - Banm diw
- Shabba - Jou a la
- Zafem - Savalou
- Zafem - Ala De Ka
- Klass - Let's make it work
- Darline Desca - Pik Makaya
- Harmonik - Bèl ti moman
- Klass - You don't want me
- Harmonik - Ur Secret
- Tabou Combo - Atansyon wap chache
- Mass Konpa - I never knew
- Zenglen - Lanmou se yon jwèt aza
- Harmonik - M pap negosye
- Harmonik - Jere M'
- ADA - Defile
- BélO - Pa ri nan malè m
- Djakout Number One - Salè mizerab
- Harmonik - Angelique
- Harmonik - Bò kotem
- Harmonik - More than enough
- Harmonik - Sa pa bon
- Harmonik - All the way
- Harmonik - Brase lide
- Shabba - Pitom pat konnen (feat. Nicky)
- Sherlee Skai - Ochan
- Zenglen - Tout bagay posib
- Zenglen - Dark flower
- Shabba - Antann nou
- Prince Rocher - 10 Commandements
- Hilaire Charles - Innocence
- Creole Mix - Ann patisipe (feat. Dener Céide)
- Jimmy Jean Felix - Limit Zero (feat. Dener Céide, BélO, Jean E Dorvil, Suze Raymond & Evans Atta-Fynn)